# Anquan Boldin
Anquan Kenmile Boldin Sr. (nacido el 3 de octubre de 1980) es un exjugador profesional de fútbol americano estadounidense que jugó en la posición de wide receiver y militó en los Arizona Cardinals, Baltimore Ravens, San Francisco 49ers y Detroit Lions de la National Football League (NFL).

## Biografía
Boldin asistió a la preparatoria Pahokee High School en Florida, donde practicó fútbol americano, baloncesto y atletismo. De 1999 a 2002, estudió en la Universidad Estatal de Florida, donde jugó como wide receiver registrando un total de 118 recepciones, 1,790 yardas y 21 touchdowns.

## Carrera

### Arizona Cardinals

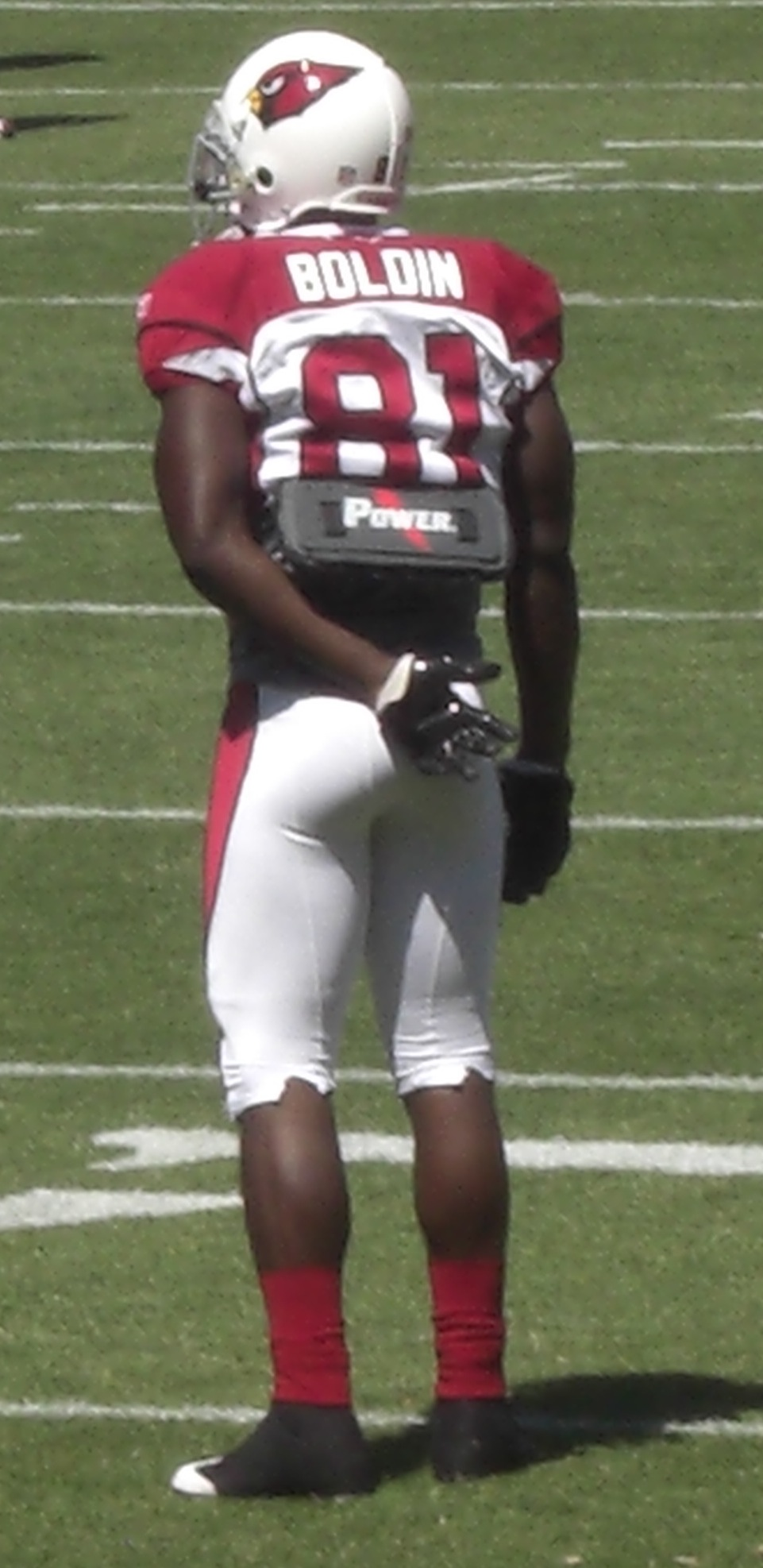
Anquan Boldin con los Cardinals en septiembre de 2008.

Boldin fue seleccionado por los Arizona Cardinals en la segunda ronda (puesto 54) del draft de 2003.
Como novato, Boldin estableció un récord de la NFL con la mayor cantidad de yardas recibidas por un novato en su primer juego (217) e igualó a Billy Sims con la mayor cantidad de yardas totales para un novato en su primer juego (217). También es el más rápido en registrar 300 recepciones en su carrera (47 juegos), y terminó la temporada con 101 recepciones, 1,377 yardas recibiendo y ocho anotaciones, por lo que recibió el premio de Novato Ofensivo del Año en 2003. Además, fue el único novato seleccionado al Pro Bowl de 2004.
En 2005, a pesar de perder tiempo con una lesión, Boldin atrapó más de 100 pases para más de 1,400 yardas. Podría decirse que su mejor momento fue ante los San Francisco 49ers el 4 de diciembre, cuando rompió varios tackles y anotó el touchdown ganador del juego en una victoria por 17-10. Ese año, él y su colega receptor Larry Fitzgerald se convirtieron en el tercer dúo del mismo equipo en atrapar cada uno más de 100 recepciones y superar la marca de 1,400 yardas. Se unieron a Herman Moore y Brett Perriman de Detroit, quienes lograron la hazaña en 1995, y al tándem de los Denver Broncos Ed McCaffrey y Rod Smith, quienes lo hicieron en el 2000.
Después de compilar 83 recepciones, 1,203 yardas recibiendo y 4 touchdowns en 2006, Boldin fue seleccionado para jugar en su segundo Pro Bowl.
Boldin fue nombrado el capitán ofensivo de los Cardinals para la temporada 2007; durante la temporada, se convirtió en el jugador más rápido en la historia de la NFL en compilar 400 recepciones en su carrera.
El 28 de septiembre de 2008, Boldin fue transportado fuera del campo después de una violenta colisión de casco a casco en la zona de anotación con 27 segundos restantes en la derrota 56-35 de los Cardinals ante los New York Jets. Mientras intentaba atrapar un pase largo de Kurt Warner, Boldin fue golpeado en la espalda por el safety libre Kerry Rhodes y luego sufrió un golpe ilegal del profundo Eric Smith, dejándolos inconscientes. Smith pudo levantarse después de unos momentos. Después de varios minutos, colocaron a Boldin en una camilla y lo sacaron del campo. Smith recibió una multa de $50,000 y fue suspendido un juego. Boldin abandonó el juego tras atrapar 10 balones para 119 yardas y un touchdown. El 4 de octubre de 2008, el entrenador Ken Whisenhunt anunció que Boldin estaría fuera por un período de tiempo indefinido con senos paranasales fracturados. Boldin regresó tres semanas después y atrapó 9 pases para 63 yardas y dos touchdowns contra los Carolina Panthers. Fitzgerald y Steve Breaston, quienes reemplazaron al lesionado Boldin, se convirtieron en el quinto trío que recibe 1,000 yardas cada uno en la historia de la NFL.
En diciembre de 2008, se convirtió en el jugador más rápido en la historia de la NFL en tener 500 recepciones. El 3 de enero de 2009, en su primer juego de postemporada, contra los Atlanta Falcons en la ronda de comodín, Boldin tuvo una recepción de 71 yardas y corrió para un touchdown. En la derrota del Super Bowl XLIII contra los Pittsburgh Steelers, atrapó 8 pases para 84 yardas.
El 15 de noviembre de 2009 en un juego contra los Seattle Seahawks, Boldin se convirtió en el quinto jugador más rápido de la NFL en registrar 7,000 yardas recibiendo.

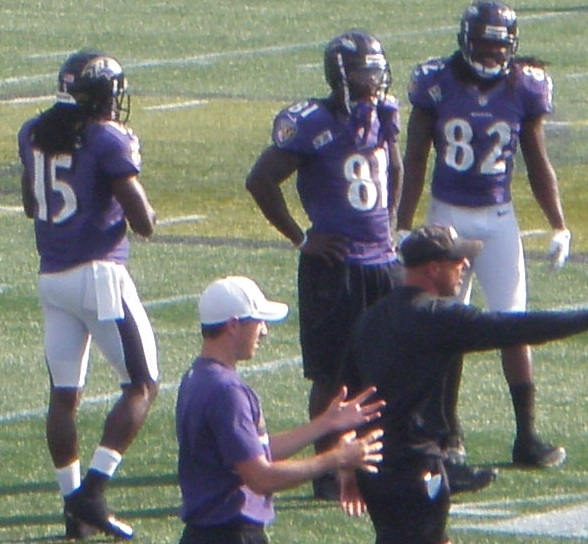
Boldin (81) entrenando con los Ravens en 2012.

### Baltimore Ravens

#### 2010
El 5 de marzo de 2010, Boldin fue transferido a los Baltimore Ravens por las selecciones de tercera y cuarta ronda de los Ravens en el Draft de la NFL 2010. Los Ravens también recibieron una selección de quinta ronda de los Cardinals como parte del trato. Boldin aceptó un acuerdo de tres años por valor de $25 millones, además del año que le quedaba en su contrato actual, elevando el acuerdo a $28 millones en 4 años, con $10 millones garantizados.
En el debut de Boldin en la Semana 1 con los Ravens, atrapó siete pases para 110 yardas, y fue uno de los pocos jugadores ofensivos con fuertes contribuciones en el juego defensivo que eventualmente ganó Baltimore por marcador de 10-9.
En la semana 3, contra el rival de la división Cleveland Browns, Boldin atrapó ocho pases para 142 yardas y tres touchdowns. Se convirtió en el jugador más rápido en la historia de la NFL en llegar a las 600 recepciones, y lo hizo en solo 98 juegos. Boldin ganó los honores de Jugador de la Semana de la AFC por su actuación.
Tres semanas después, los Ravens viajaron a Nueva Inglaterra para enfrentarse a los New England Patriots. Boldin tuvo cuatro recepciones para 63 yardas y un touchdown, pero los Ravens finalmente perdieron en tiempo extra. Una semana más tarde, los Ravens se enfrentaron a otro equipo de la AFC Este, los Buffalo Bills. Atrapó seis pases para 92 yardas y un touchdown de 34 yardas en la victoria por 37-34. También tuvo cinco recepciones para 50 yardas y un touchdown en una derrota de la semana 10 del jueves por la noche contra los Atlanta Falcons.
Los Ravens enfrentaron a su archirrival, los Pittsburgh Steelers, en la semana 13. Boldin fue el principal receptor del juego con cinco recepciones, 118 yardas, una captura de 61 yardas y un touchdown en la derrota 13-10 de Baltimore.
Boldin anotó 7 touchdowns en su primer año con los Ravens. También tuvo 837 yardas en el aire, en 64 recepciones.
En la ronda de comodín de la postemporada, los Ravens se enfrentaron a los Kansas City Chiefs. Boldin atrapó cinco pases para 64 yardas y un touchdown en la victoria por 30-7. La semana siguiente, Boldin solo registraría una recepción para -2 yardas en la derrota ante los Steelers.

#### 2011
En 2011, Boldin terminó la temporada regular como el principal receptor de los Ravens una vez más, atrapando 57 pases para 887 yardas, superando su total de 2010, pero también tuvo cuatro touchdowns menos, solo anotando tres en el año.
En la ronda divisional de la postemporada, Boldin y los Ravens enfrentaron a los Houston Texans. Tuvo cuatro recepciones para 73 yardas y un touchdown. También atrapó un pase importante en la línea lateral con una mano. Los Ravens ganarían 20-13 y pasarían al Juego de Campeonato de la AFC.
Boldin tuvo seis recepciones para 101 yardas en el Juego de Campeonato de la AFC contra los Patriots, pero los Ravens eventualmente perdieron después de un pase de touchdown soltado por Lee Evans y un gol de campo fallado por Billy Cundiff.

#### 2012
Boldin comenzó su campaña de 2012 con cuatro recepciones para 63 yardas y un touchdown, mientras los Ravens vencían a los Bengals por 44-13. En una victoria en horario estelar de la Semana 4 contra los Browns, Boldin tuvo nueve recepciones para 131 yardas. Tuvo 82 yardas la semana siguiente en una victoria sobre los Chiefs y 98 yardas la semana posterior en una victoria sobre los Cowboys.
Boldin tuvo tres touchdowns más en la temporada regular, anotando uno contra los Steelers en la Semana 13 (también recibió 81 yardas) y dos contra los Redskins la semana siguiente (junto con 78 yardas en el aire). Tuvo siete recepciones para 93 yardas en la semana 16 cuando los Ravens se aseguraron su división por segundo año consecutivo.
Boldin terminó la temporada regular 2012 liderando a los Ravens en yardas por tercer año consecutivo. Atrapó 65 pases para 921 yardas y cuatro touchdowns.
En la ronda de comodín de la postemporada de 2012, Boldin tuvo una de sus mejores actuaciones de postemporada con el equipo. Atrapó un pase de 46 yardas y un pase de anotación de 18 yardas de Joe Flacco en una victoria por 24-9 sobre los Indianapolis Colts. También estableció un récord de franquicia de 145 yardas recibidas en un juego de postemporada. En el partido divisional contra los Denver Broncos, Boldin atrapó seis pases para 71 yardas mientras ayudaba a los Ravens a obtener una victoria por 38-35 en tiempo extra. En el Juego de Campeonato de la AFC, Boldin tuvo cinco recepciones para 60 yardas y un par de anotaciones en la victoria de los Ravens por 28-13 ante los New England Patriots.
Boldin consiguió su primer título de campeonato cuando los Ravens derrotaron a los 49ers por un marcador de 34-31 en el Super Bowl XLVII. Tuvo seis recepciones para un total de 104 yardas, anotó un touchdown y tuvo una recepción larga de 30 yardas. Su actuación en el Super Bowl ocupó el puesto 31 entre todas las actuaciones de los receptores abiertos y 13.º en la AFC. Terminó la postemporada con 22 recepciones, 380 yardas y cuatro touchdowns.

### San Francisco 49ers
El 11 de marzo de 2013, Boldin fue cambiado a los San Francisco 49ers por una selección de sexta ronda en el Draft 2013 de la NFL. El 8 de septiembre de 2013, en el primer partido de la temporada contra los Green Bay Packers, los 49ers derrotaron a los Packers por 34-28. Boldin acumuló 208 yardas y un touchdown en 13 recepciones durante ese juego. Su rendimiento le valió el Jugador Ofensivo de la Semana de la NFC. También se convirtió en el primer receptor abierto en ganar más de 100 yardas para tres equipos diferentes en los partidos de debut del equipo. Boldin terminó el primer año con los 49ers con 85 recepciones y 1,179 yardas, además de siete touchdowns.
El 3 de marzo de 2014, se anunció que Boldin y los 49ers habían acordado un nuevo contrato de dos años y $12 millones, manteniendo a Boldin en San Francisco.
El 6 de diciembre de 2015, Boldin superó las 13,000 yardas recibidas en su carrera en un juego de la semana 13 contra los Chicago Bears. Boldin atrapó 5 pases para 37 yardas en la victoria.

### Detroit Lions
El 28 de julio de 2016, Boldin firmó con los Detroit Lions. Eligió usar el dorsal 80 en lugar del 81 por respeto al recientemente retirado Calvin Johnson.
El 11 de septiembre de 2016, Boldin atrapó tres pases para 35 yardas en la victoria de apertura de temporada contra los Colts. Sus 35 yardas le sumaron 13,230 yardas para su carrera, adelantándose a Andre Reed por el No. 16 de todos los tiempos. El 18 de septiembre de 2016, atrapó el 75mo touchdown de su carrera (y primero con los Lions) contra los Tennessee Titans. El 23 de octubre de 2016, atrapó el touchdown ganador del juego con 19 segundos por jugarse contra los Washington Redskins. El 6 de noviembre de 2016, atrapó su quinto touchdown de la temporada contra los Minnesota Vikings. El 24 de noviembre de 2016, atrapó siete pases para 69 yardas y un touchdown contra los Vikings. El 11 de diciembre de 2016, las tres recepciones de Boldin contra los Chicago Bears, incluido un TD de 16 yardas en el segundo cuarto, le otorgaron 1,064 atrapadas para su carrera, lo que lo colocó en el décimo puesto, superando a Andre Johnson. Boldin terminó la temporada con 67 recepciones para 584 yardas y ocho touchdowns. Sus 15 recepciones en zona roja ocuparon el No. 2 entre los receptores abiertos de la NFL en 2016.

### Buffalo Bills
El 7 de agosto de 2017, Boldin firmó un contrato por un año con los Buffalo Bills. Sin embargo, el 20 de agosto de 2017, menos de dos semanas después de unirse al equipo, Boldin se retiró abruptamente, diciendo que "el propósito de su vida es más grande que el fútbol" y que tenía la intención de concentrarse en el trabajo humanitario.

## Estadísticas generales
|  | Seleccionado al Pro Bowl |

| Año   | Equipo | Juegos | Juegos | Recepciones | Recepciones | Recepciones | Recepciones | Recepciones | Recepciones | Acarreos | Acarreos | Acarreos | Acarreos | Acarreos | Acarreos | Balones sueltos |
| Año   | Equipo | GP     | GS     | Rec         | Yds         | Avg         | Long        | TD          | 1D          | Att      | Yds      | Avg      | Long     | TD       | 1D       | Balones sueltos |
| ----- | ------ | ------ | ------ | ----------- | ----------- | ----------- | ----------- | ----------- | ----------- | -------- | -------- | -------- | -------- | -------- | -------- | --------------- |
| 2003  | ARI    | 16     | 16     | 101         | 1,377       | 13.6        | 71          | 8           | 62          | 5        | 40       | 8.0      | 23       | 0        | 2        | 3               |
| 2004  | ARI    | 10     | 9      | 56          | 623         | 11.1        | 31          | 1           | 34          | 1        | 3        | 3.0      | 3        | 0        | 0        | 1               |
| 2005  | ARI    | 14     | 14     | 102         | 1,402       | 13.7        | 54          | 7           | 69          | 12       | 45       | 3.8      | 11       | 0        | 2        | 2               |
| 2006  | ARI    | 16     | 16     | 83          | 1,203       | 14.5        | 64          | 4           | 55          | 5        | 28       | 5.6      | 18       | 0        | 2        | 1               |
| 2007  | ARI    | 12     | 11     | 71          | 853         | 12.0        | 44          | 9           | 43          | 1        | 14       | 14.0     | 14       | 0        | 1        | 2               |
| 2008  | ARI    | 12     | 11     | 89          | 1,038       | 11.7        | 79          | 11          | 56          | 9        | 67       | 7.4      | 30       | 0        | 2        | 4               |
| 2009  | ARI    | 15     | 15     | 84          | 1,024       | 12.2        | 44          | 4           | 49          | 3        | 12       | 4.0      | 5        | 1        | 1        | 3               |
| 2010  | BAL    | 16     | 16     | 64          | 837         | 13.1        | 61          | 7           | 43          | 2        | 2        | 1.0      | 3        | 0        | 1        | 1               |
| 2011  | BAL    | 14     | 14     | 57          | 887         | 15.6        | 56          | 3           | 43          | --       | --       | --       | --       | --       | --       | 1               |
| 2012  | BAL    | 15     | 15     | 65          | 921         | 14.2        | 43          | 4           | 45          | 1        | 3        | 3.0      | 3        | 0        | 0        | 0               |
| 2013  | SF     | 16     | 16     | 85          | 1,179       | 13.9        | 63          | 7           | 63          | 2        | 11       | 5.5      | 11       | 0        | 1        | 0               |
| 2014  | SF     | 16     | 16     | 83          | 1,062       | 12.8        | 76          | 5           | 56          | 1        | 4        | 4.0      | 4        | 0        | 0        | 0               |
| 2015  | SF     | 14     | 13     | 69          | 789         | 11.4        | 51          | 4           | 36          | --       | --       | --       | --       | --       | --       | 1               |
| 2016  | DET    | 16     | 16     | 67          | 584         | 8.7         | 35          | 8           | 41          | --       | --       | --       | --       | --       | --       | 0               |
| Total | Total  | 202    | 198    | 1,076       | 13,779      | 12.8        | 79          | 82          | 695         | 42       | 229      | 5.5      | 30       | 1        | 12       | 19              |

Fuente: Pro-Football-Reference.com